# Hierarchical Data Format
Hierarchical Data Format (HDF) bezeichnet die Datenformate HDF4 (veraltet, aber weiterhin unterstützt) und HDF5. Diese Formate werden insbesondere in wissenschaftlichen Anwendungen für die Speicherung großer Datenmengen verwendet. Optimierte Strukturen und Algorithmen erlauben das effiziente Speichern und Auslesen von ein- und mehrdimensionalen homogenen Tabellen. Tabellen und andere Daten können in ein und derselben Datei in einer beliebigen Verzeichnisstruktur abgelegt werden. Das ermöglicht es zum Beispiel, Messwerte gemeinsam mit Metadaten abzuspeichern.
HDF wurde ursprünglich vom National Center for Supercomputing Applications (NCSA) entwickelt, das auch die Software-Bibliotheken zur Benutzung des HDF zur Verfügung stellt.
Um die Weiterentwicklung zu professionalisieren, wurde im Jahr 2006 die HDF Group als gemeinnütziges Unternehmen gegründet.
Die HDF Group stellt Bibliotheken und Anwendungen für den Einsatz von HDF5 und HDF4 zur Verfügung und bietet gegen Bezahlung Benutzersupport an.
Um auf einem Supercomputer erzeugte Daten auch offline weiter bearbeiten zu können, gibt es Portierungen auf alle gängigen Betriebssysteme.
HDF ist das vorgeschriebene Datenformat für die Datenprodukte des NASA Earth Observing System.
HDF konnte von den ersten Versionen des ebenfalls am NCSA entwickelten Webbrowsers Mosaic direkt dargestellt werden.
Ab der Version HDF4.0 (1995) gibt es ein netCDF-Interface für HDF, womit die beiden wichtigsten wissenschaftlichen Datenformate zusammengeführt wurden; Version 4 von netCDF ist in HDF5 eingebaut.